# Centre d'analyse stratégique
Pour les articles homonymes, voir CAS.
Le Centre d'analyse stratégique (CAS) était une institution française d'expertise et d'aide à la décision qui appartenait aux services du Premier ministre. Créé par un décret du président de la République Jacques Chirac du 6 mars 2006 pour remplacer, avec le Conseil d'analyse économique, le Commissariat général du Plan, il avait pour mission d'éclairer le gouvernement dans la définition et la mise en œuvre de ses orientations stratégiques en matière économique, sociale, environnementale ou culturelle. Il a été remplacé par France Stratégie, créé par François Hollande le 23 avril 2013.

## Mission générale et fonctionnement
La mission du Centre d'analyse stratégique était d'anticiper, à la demande du Premier ministre, les principales réformes gouvernementales.
Il s'appuyait sur un comité d'orientation qui comprenait treize membres :
- le président délégué du Conseil d'analyse économique,
- le président délégué du Conseil d'analyse de la société,
- le président du Conseil d'orientation des retraites,
- le président du Conseil d'orientation pour l'emploi,
- le président du Haut Conseil à l'intégration,
- le secrétaire général des affaires européennes,
- le délégué interministériel à l'aménagement et à la compétitivité du territoire,
- pour la durée de leur mandat, désignés par le président de leur assemblée :
  - deux députés
  - deux sénateurs : Francis Grignon et François Marc,
  - un membre du Conseil économique, social et environnemental : Hubert Brin.

Les services du CAS regroupait quatre départements : 
- Questions sociales ;
- Affaires économiques et financières ;
- Travail et emploi ;
- Développement durable.

Le CAS comprenait une équipe permanente d'experts, et des conseillers scientifiques venant du monde de la recherche.
Situé au cœur des réseaux d'expertise nationaux et européens, le CAS bénéficiait des apports d'organismes français et étrangers pour la conduite de ses propres travaux : les ministères et les organismes administratifs français, l'Union européenne, les centres de recherche, les fondations et groupes de réflexion, les correspondants étrangers, etc.
Le CAS menait par ailleurs, de sa propre initiative, des études et analyses dans le cadre d'un programme de travail annuel.
Le Centre d'analyse stratégique était situé au 18 rue de Martignac, dans l'hôtel de Vogüé.

## Rôle par rapport aux affaires européennes
En ce qui concerne les affaires européennes, le Centre d'analyse stratégique a contribué notamment aux côtés du Secrétariat général des affaires européennes (SGAE), à la préparation et au suivi des programmes de réforme (PNR) destinés à mettre en œuvre la stratégie de Lisbonne en matière de croissance et d'emploi. La stratégie de Lisbonne a été revue au Conseil européen de Göteborg en 2001, pour inclure des orientations de développement durable dans l'économie de la connaissance.
Le rapport de Bernard Carayon prévoyait de donner au Centre d'analyse stratégique une mission de consultation, en amont, des agents économiques, des partenaires sociaux, et des experts concernés, sur les dossiers pouvant aboutir à des textes législatifs européens.

## Départements
Le Centre d’analyse stratégique comprenait quatre départements sectoriels :

### Économie - Finances
Entreprises, concurrence, politique industrielle, consommation, revenus, pouvoir d’achat, Stratégie de Lisbonne, suivi du programme national de réforme, fiscalité, finances publiques

### Développement durable
Énergie, transports, innovation, recherche et développement (R&D), aménagement, urbanisme, agriculture, milieux naturels, développement durable

### Questions sociales
Intégration sociale, santé, bioéthique, financement de la protection sociale, démographie, structures familiales, relations entre les générations, handicap

### Travail - Emploi
Travail, relations professionnelles, mouvements de main-d’œuvre, migrations, formation tout au long de la vie, fonctionnement du marché du travail, prospective des métiers, politiques de l’emploi, revenus.

## Communication
Tous les travaux du CAS étaient publiés (mise en ligne sur son site Internet, édition des textes à La Documentation française).
Les principales publications périodiques du Centre d'analyse stratégique étaient également en ligne : 
- Notes d'analyse (hebdomadaires)[4] ;
- Rapports (trimestriel)[5] ;
- Les actes de colloques[6].

Il organisait aussi des séminaires, colloques et journées d'études, à raison d'une douzaine de manifestations publiques par an.
Le Centre d'analyse stratégique élaborait enfin un rapport annuel, rendant compte des travaux réalisés.

## Liste des directeurs généraux du CAS
- Sophie Boissard (nommée par décret du 9 mars 2006[8], relevée de ses fonctions le 5 juillet 2007[9])
- Philippe Mills (par intérim en tant que directeur général adjoint, du 5 juillet au 13 décembre 2007)
- René Sève (nommé par décret du 14 décembre 2007[10])
- Vincent Chriqui (nommé par décret du 13 janvier 2010[11])